# Ulysse Diallo
Ulysse Diallo, né le 26 octobre 1992 à Bamako (Mali), est un footballeur malien qui évolue au poste d'attaquant de pointe.

## Biographie
Orphelin très jeune, il grandit au Congo. Il commence sa carrière professionnelle au Liban, au sein du Shabab Al Sahel. Lors de la saison 2012-2013, il termine deuxième meilleur buteur du championnat libanais.
Le 24 juillet 2013, il signe un contrat de deux ans avec le Ferencváros. Mais en 2014, d'un commun accord il résilie le contrat avec le club hongrois, puis signe pour deux ans avec le FC Arouca qui évolue dans l'élite portugaise. En février 2015, il rejoint l'Académica de Coimbra.

## Statistiques
Arrêtées à l'issue de la saison 2014-2015
- 2 saisons en championnat de D.I , 41 matchs 28 buts.
- 1 saison en championnat de D.I , 18 matchs 4 buts.
- 1 saison en championnat de D.I , 9 matchs 1 but.

### Joueur
| Saison                | Club                  | Championnat           | Championnat | Championnat | Coupe(s) nationale(s) | Coupe(s) nationale(s) | Compétition(s) continentale(s) | Compétition(s) continentale(s) | Compétition(s) continentale(s) | Sélection | Sélection | Sélection | Total | Total |
| Saison                | Club                  | Division              | M.          | B.          | M.                    | B.                    | Comp.                          | M.                             | B.                             | Équipe    | M.        | B.        | M.    | B.    |
| 2011-2012             | Shabab Al Sahel       | D1                    | 20          | 10          | 0                     | 0                     | -                              | 0                              | 0                              | -         | 0         | 0         | 20    | 10    |
| 2012-2013             | Shabab Al Sahel       | D1                    | 21          | 18          | 0                     | 0                     | -                              | 0                              | 0                              | -         | 0         | 0         | 21    | 18    |
| Sous-total            | Sous-total            | Sous-total            | 41          | 28          | 0                     | 0                     | -                              | 0                              | 0                              | -         | 0         | 0         | 41    | 28    |
| 2013-2014             | Ferencváros           | D1                    | 18          | 4           | 10                    | 6                     | -                              | 0                              | 0                              | -         | 0         | 0         | 28    | 10    |
| Sous-total            | Sous-total            | Sous-total            | 18          | 4           | 10                    | 6                     | -                              | 0                              | 0                              | -         | 0         | 0         | 28    | 10    |
| 2014-2015             | FC Arouca             | D1                    | 4           | 1           | 1                     | 0                     | -                              | 0                              | 0                              | -         | 0         | 0         | 5     | 1     |
| Sous-total            | Sous-total            | Sous-total            | 4           | 1           | 1                     | 0                     | -                              | 0                              | 0                              | -         | 0         | 0         | 5     | 1     |
| 2014-2015             | Académica             | D1                    | 5           | 0           | 1                     | 0                     | -                              | 0                              | 0                              | -         | 0         | 0         | 6     | 0     |
| Sous-total            | Sous-total            | Sous-total            | 5           | 0           | 1                     | 0                     | -                              | 0                              | 0                              | -         | 0         | 0         | 6     | 0     |
| 2015-2016             | CS Marítimo B         | D3                    | 1           | 1           | 0                     | 0                     | -                              | 0                              | 0                              | -         | 0         | 0         | 1     | 1     |
| Sous-total            | Sous-total            | Sous-total            | 1           | 1           | 0                     | 0                     | -                              | 0                              | 0                              | -         | 0         | 0         | 1     | 1     |
| 2015-2016             | CS Marítimo           | D1                    | 5           | 0           | 2                     | 0                     | -                              | 0                              | 0                              | -         | 0         | 0         | 7     | 0     |
| Sous-total            | Sous-total            | Sous-total            | 5           | 0           | 2                     | 0                     | -                              | 0                              | 0                              | -         | 0         | 0         | 7     | 0     |
| Total sur la carrière | Total sur la carrière | Total sur la carrière | 74          | 34          | 14                    | 6                     | -                              | 0                              | 0                              | -         | 0         | 0         | 88    | 40    |

Statistiques actualisées le 17/03/2016